# Catxirulo (arquitectura)

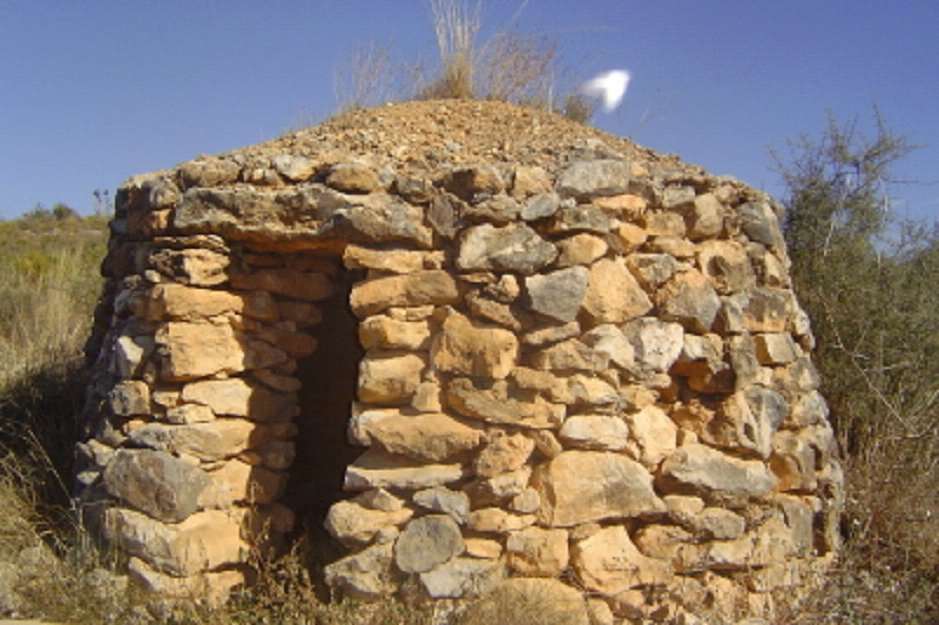
Catxirulo a Benaguasil.

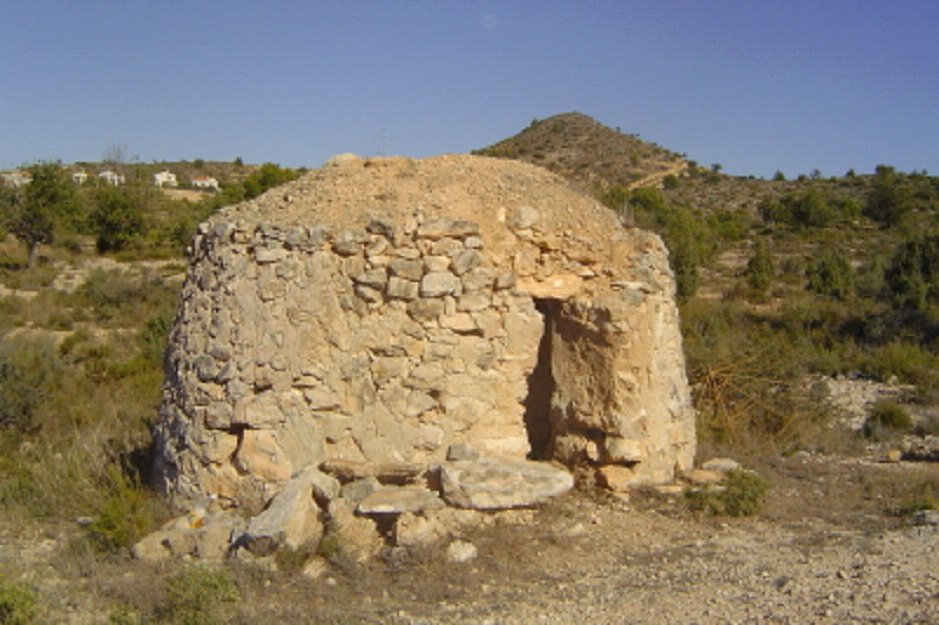
Catxirulo a Benaguasil.

El catxirulo és una construcció rural feta amb la tècnica arquitectònica de la pedra en sec, sovint xicotetes cabanes aïllades que servien de protecció per a llauradors i ramaders, amb un senzilla coberta d'una sola volta. Són típics de les comarques del Camp de Túria i l'Horta Nord.